# Ха Чу
Ха Чу е река в Западен Бутан.
Реката извира от хималайските ледници южно от върха Джомолхари, на 2437 m н.в. Влива се отдясно в Раидак. Дължината ѝ е 29 km.